# Кривченков, Владимир Дмитриевич
Владимир Дмитриевич Кривченков (15 октября 1917, Елизарово, Поселение Первомайское — 7 октября 1997, Москва) — советский физик, автор первого в мире задачника по квантовой механике (1957), «детерминистской концепции квантовой механики», кандидат физико-математических наук, профессор.

## Биография
Родился 15 октября 1917 года в селе Елизарово Подольского уезда Московской губернии в семье Дмитрия Петровича Кривченкова (1886), который был начальником цеха на заводе «Калибр», слесаря-лекальщика, и Марии Михайловны Калугиной (1893—1937). До 1926 года жил в селе с мамой и бабушкой, где посещал школу, а потом переехал в Москву.
В 1935 поступил на физический факультет МГУ. В марте 1941 года арестовал отец, но несмотря на это В. Д. Кривченков закончил образование и ему была «присвоена квалификация научного работника в области физических наук, преподавателя ВУЗа, ВТУЗа
и звание учителя средней школы». Из-за сильной близорукости был освобождён от военной службы. С 1942 по 1944 работал в НИИФ над методами защиты от магнитных мин. С 1944 на физическом факультете МГУ в должности ассистента, доцента (1962), затем профессора.
В 1960 году защитил кандидатскую диссертацию.
В. Д. Кривченков скончался 7 октября 1997 года в Москве и похоронен на Ваганьковском кладбище.

## Интерпретация квантовой механики
По мнению Кривченкова, намерения «интерпретировать» квантовую механику в терминах классической механики имеют не больше смысла, чем интерпретация гелиоцентрической космологической системы в терминах геоцентрической системы. Лишь старая традиция заставила физиков обсуждать Копенгагенскую интерпретацию квантовой механики. Квантовая механика — это полностью детерминированные системы, в которых любое событие всегда имеет причину, а любая причина всегда имеет следствие. Однако некоторые квантово-механические системы сложны, поэтому нам приходится описывать их классически (квазиклассически, полуклассически…). Тогда сразу же появляется вероятность, потому что классическая механика не может интерпретировать события детерминистски. Промежуточным шагом является формализм матрицы плотности, позволяющий сохранить некоторые квантово-механические свойства в классическом описании; однако такое описание не является полным и представляет собой лишь компромисс между детерминистским описанием слишком сложной системы и желанием сделать какие-либо (хотя бы вероятностные) предсказания.
В качестве примера превосходства квантовой механики Кривченков обычно приводил задачу трёх тел. Задача Кеплера о двух телах имеет аналитическое («точное») решение, которое является периодическим. Квантово-механическая аналогия соответствует атому водорода, который также имеет аналитическое («точное») решение в замкнутой форме, описываемое кулоновскими волновыми функциями. Добавление третьей частицы атома гелия по-прежнему допускает аналитические оценки. Однако классическая аналогия становится настолько сложной, что её не включают в университетский курс астрономии.
Таким образом, именно классическую механику можно в некотором смысле интерпретировать в терминах квантовой механики (принцип соответствия). Сама по себе квантовая механика представляет собой самосогласованную детерминированную теорию, не нуждающуюся в какой-либо интерпретации.

## Теория возмущений
Квантовая теория поля является обобщением квантовой механики. Кривченков считал, что людям необходимо понять хотя бы нерелятивистскую теорию. Он почти попросил студентов извинить его за теорию поля, где можно предложить только теорию возмущений. Мало того, что ряды теории возмущений расходятся, так ещё и каждый возмущенный член в некотором смысле бесконечен, и для придания результату физического смысла требуется специальная перенормировка константы взаимодействия.
Один из коллег Кривченкова Юрий Широков пытался построить квантовую теорию поля в терминах волновых пакетов, без расходимостей, используя алгебру обобщенных функций, но даже сейчас этот подход недостаточно развит. Кривченков сказал студентам, что они должны построить «истинную» теорию, а не просто возмущение, которое всегда дает расходящийся ряд. Это утверждение (догма) применимо не только к теории поля и квантовой механике, но и к любой теории возмущений по отношению к любой распределенной системе; ряд возмущений всегда расходится. Кривченков это осознал и донес эти знания до студентов. Многие задачи в его книгах подчеркивают это свойство теории возмущений.

## Влияние
По воспоминаниям Д. Ю. Кузнецова «Кривченков считал, что дифференцировать можно научить даже обезьяну, если с ней хорошо обращаться».

## Публикации
- Гольдман И. И., Кривченков В. В., ред. Гейликман Б. Т. Сборник задач по квантовой механике. М.: 1957. — 276 с.
- Буховцев Б. Б., Кривченков В. В., Мякишев Г. Я., Шальнов В. П. Сборник задач по элементарной физике. М., Наука, 1968.
- Кривченков В. В., Елютин П. В., ред. Боголюбов Н. Н. Квантовая механика (с задачами). М., Наука, 1976.